# 포톤 AUV
포톤 AUV(영어: Foton AUV)는 포톤 자동차의 버스 서브 브랜드이다.

## 차종

### 시내버스
- 포톤 그린어스
- 포톤그린타운400

## 운행 중인 업체
- 하남 삼성교통
- 군포 산본여객
- 서울 화계운수
- 동진버스
- 성남시내버스
- 성남여객버스
- 하남마을버스
- 하남오륜운수
- 창원제일교통